# Absol
Absol (japanski: アブソル Abusoru) jedan je od 1025 fiktivnih vrsta Pokémona iz medijske franšize Pokémon, skupa Pokémon videoigara, animiranih serija, manga stripova, knjiga, igraćih karata i drugih medija kojima je tvorac Satoshi Tajiri. Svrha je Absol u videoigrama, animiranoj seriji i manga stripovima, kao i svrha ostalih Pokémona, borba s divljim Pokémonima – neukroćenim stvorenjima koje igrači i likovi pronalaze dok kreću na razne avanture – i pripitomljenim Pokémonima drugih Pokémon trenera.

## Etimologija imena
Etimologija Absolova imena nejasna je. Ime Absol moglo bi dolaziti od kombinacije engleske riječi "absence" = odsutnost, i latinske riječi "sol" = Sunce, što se vjerojatno odnosi na činjenicu da nema sunčeve svjetlosti (figurativno) ili sreće (doslovno) u prirodnim katastrofama koje Absol može predvidjeti, ili pak na činjenicu da je Mračni Pokémon, ili naposljetku da je Pokémon koji je aktivan noću. Istovremeno, ime bi moglo vući korijene iz riječi "absolve" = osloboditi, "absorb" = upiti, ili "absoultion" = odrješenje, oproštaj. Moguć je utjecaj riječi "absolute" (potpun, apsolutan) na njegovo ime, jer je bijela boja njegova krzna apsolutna boja, te je u igrama dio njegova tijela inače prikazan tamnoplavom bojom prikazan crnom bojom, koja je također apsolutna boja.
Absol je jedan od nekoliko Pokémona čije je ime jednako i nepromijenjeno u svim jezicima (engleskome, francuskome, njemačkome i japanskome jeziku).

## Biološke karakteristike
Absolovo lice, rep i izraslina nalik britvi na desnoj strani glave tamnoplave su boje. Neki smatraju kako je "britva" zapravo abnormalan razvoj njegova desnoga uha. Unatoč njenom izgledu, "britva" je zapravo veoma mekana na dodir, poglavito onda kada Absol nije napet ili ljutit; u suprotnom slučaju, "britva" se obasjava snažnim svjetlom i postaje opasno snažna i oštra na dodir, iako je Absol neće namjerno upotrijebiti protiv svoga huškača. Jedno od njegova dva uha zakrenuto je prema gore, dok je drugo zakrenuto prema dolje, kako bi čuo točan izvor bilo kakvog zvuka, poput sova u stvarnom svijetu. Absol je Pokémon izrazito dobroćudne naravi, koji upozorava ljude u svojoj blizini o nadolazećim opasnostima, te čini to pojavljujući se pred pojedinim osobama. Većinu svog vremena provodi u teško prohodnim terenima, poglavito planinskim područjima. Imaju snježnobijel sloj krzna koji je veoma mekan na ljudski dodir.
U šestoj generaciji Absol dobiva mogućnost Mega-evolucije, te mu se u tom stadiju izgled privremeno mijenja. Krzno mu postaje bujnije, pa izgleda kao da ima krila, a jedno oko mu je prekriveno izrastom bijelog krzna.
Široko je vjerovanje kako se lik Absola temelji na liku Bargesta, mitskog noćnog psa-duha koji živi u planinama. Ipak, moguće je također da se temelji na egipatskim sfingama. Jednako vrijedno spominjanja oblik je njegove glave: većinskim dijelom bijelo krzno na glavi s tamnoplavim draguljem na čelu, tamnoplavo lice i britva koja se pruža uz lice, u visinu. Ovaj oblik, kao i sam Absol, vjerojatno je utemeljen na simbolu i načelima jina i janga.
Absolova slava (ili ljaga, ovisno o promatraču) njegova je sposobnost da predvidi prirodne katastrofe i pojavi se na mjestima koje će one neposredno zadesiti. Absol upotrebljava svoja oštra i istančana osjetila kako bi osjetio i najmanje neobične promjene u zraku i zemlji, te svojim znanjem o prirodnoj ravnoteži može predvidjeti nadolazeću prirodnu katastrofu. Moguće je da može upotrebljavati tehniku Pogleda u budućnost (Future Sight) na sličan način kao što to čine Gardevoir i Espeon kako bi zaštitili svog trenera na vrijeme. U sebi nosi veliku brigu o sigurnosti prema ljudima jer, istog trenutka nakon što osjeti opasnost, odlazi do najbližeg naselja kako bi upozorio ljude. Absol je popularan kao ljubimac u područjima s čestim potresima jer upozorava vlasnike prije dolaska svakog. Uz Absolovu osobnost, njegovo je glasanje slično alarmu. Ipak, tijekom vremena ljudi su razvili neshvaćanje prema ovom Pokémonu; mnogi smatraju kako je Absol povezan sa samim stvaranjem katastrofa, poput potresa, poplava ili požara, radi čega ga mnogi vide kao simbol loše sreće. 

## U videoigrama
Absol je jedan od Pokémona uveden u Pokémon igrama treće generacije, te je jedan od samo nekoliko Mračnih Pokémona koji nemaju dvostruki tip.
Absola je moguće uhvatiti na Stazi 120, između grada Fortreeja i Lilycovea, te je prilično rijedak. Absola na 48. razini moguće je uhvatiti u igri Pokémon Colosseum na Realgam tornju.
Absolova Attack statistika izrazito je visoka, no njegove Defense i Special Defense statistike ispod prosjeka su, što smanjuje njegovu učinkovitost. Njegova Special Attack statistika na granici je prosjeka, dok je njegova Speed statistika prosječna.
Absol može imati jednu od dvije Pokémon sposobnosti. Pritisak (Pressure), koja je uvedena u trećoj generaciji, veoma je rijetka među Pokémonima koji nisu Legendarnog statusa, te pri svakom napadanju Absola, protivnikov napadački PP (Power Point) biva smanjen za 2 boda, a ne 1 kao u običnim slučajevima. Druga Pokémon sposobnost koju je Absol dobio u četvrtoj generaciji, Izvanredna sreća (Super Luck), koja mu omogućuje da na protivniku ostvari veći broj kritičnih udaraca.
U igri Pokémon Mystery Dungeon, Absol na 20. razini smiruje pobješnjelog Articuna, koji pokušava uništiti igračev tim zbog prolaska kroz Zamrznutu šumu. Absol, koji je osjetio prirodne katastrofe koje haraju svijetom, odlučuje pridružiti se igračevu timu kako bi mu pomogao skinuti ljagu s igračeva imena.

## U animiranoj seriji
Absol se pojavio u šestom Pokémon filmu Pokémon: Jirachi Wishmaker. Služio je Jirachiju kao zaštitnik te je pomogao Ashu i ostalima da vrate Jirachija na mjesto gdje se mora vratiti u svoju kukuljicu na vrijeme. 
Absol se pojavljuje u epizodi "An Absol-ute Disaster", gdje se čitavo selo boji Absola koji predviđa poplavu sela. 
U jednoj od kasnijih epizoda, otkriva se da je Absol jedan od Drewovih Pokémona nakon što ovaj uđe u Kanto Grand festival, gdje Absol pruži dugu i fantastičnu borbu s Mayinim Squirtleom i Combuskenom. Jedan je od dva najnovije otkrivena Pokémona u Drewovom timu, nakon Beautiflyja.

## Statistike
| HP:      | 65  |  |
| Attack:  | 130 |  |
| Defense: | 60  |  |
| SpAtk:   | 75  |  |
| SpDef:   | 60  |  |
| Speed:   | 75  |  |

Statistika Special korištena je samo tijekom prve generacije; kasnije je podijeljenja na Special Attack i Special Defense statistike.